# 日下諭
日下　諭（くさか さとし、1985年10月1日 - ）は、日本の俳優。兵庫県宝塚市出身。

## 経歴
文学座付属演劇研究所、新国立劇場演劇研修所を経て俳優活動を開始。舞台やテレビ、映画などで活動。

## 出演作品

### 映画
- トミカヒーロー レスキューフォース 爆裂MOVIE マッハトレインをレスキューせよ!(2008年)
- ナイト・トーキョー・デイ(2009年)
- アウトレイジ ビヨンド(2012年)
- 引っ越し大名!(2019年)

### テレビドラマ
- 「連続ドラマ ヒナの魂」
- 「連続ドラマ お宝デイズ(1話〜13話)」(サンTV・KBS京都他）

### 舞台
- 「ピーター・松井誠特別公演」
- 「女たちの忠臣蔵」
- 「石川さゆり特別公演」
- 「おんなの家」
- 「前川清・武田鉄矢特別公演」
- 「島津亜矢特別公演」
- 「コロッケ特別公演」
- 「吉幾三特別公演」
- 「仮面夫婦の鑑」[2]
- 「ニッポン人は亡命する。-けっして福井県高校演劇祭での『明日のハナコ』事件に取材しているわけではない喜劇」[3]

### その他
- FM宝塚のラジオドラマ多数